# Distretto elettorale di Okahandja
Il distretto elettorale di Okahandja è un distretto elettorale della Namibia situato nella Regione di Otjozondjupa con 24.451 abitanti al censimento del 2011. Il capoluogo è la città di Okahandja.